# Ileana Domuța Mastan
Ileana Domuța Mastan (n. 30 septembrie 1947, Pericei, Comuna Pericei, Sălaj) este o interpretă română de muzică populară din zona Sălajului.

## Viața personală
Născută pe meleaguri silvane în satul Pericei, la 30 răpciune (septembrie) în  1947, anul proclamării Republicii Populare, harul muzicii i-a fost - spune cântăreața, descoperit de bunicul acesteia, părinții (dintre care tatăl  avea o clanetă, instrument muzical de suflat la care interpreta diferite piese muzicale) asigurându-i cultura muzicală și încurajând-o cu mândrie să cânte împreună de sărbători, musafirilor. 
A fost remarcată cu adevărat de către profesorul de muzica Ștefan Bodiș, de la Liceul Ady Endre din Zalău, astfel că după absolvirea liceului interpreta a urmat cursurile Școlii Populare de Artă de la Baia Mare. Acolo i-a întalnit pe păstratorii și purtătorii folclorului românesc Nicolae Sabău, Angela Buciu și Nicu Moldovan.. 
În 1964 a luat locul I la „Concursul Regional Cultural - Artistic”, tatăl său fiind atât de încântat de această reușită, încât, cu mâinile sale a confecționat rama pentru  diplomă. A urmat cursurile Școlii Populare de Artă din Baia Mare. Întoarsă la Zalău, a fost propusă de către conducerea culturii locale pentru a participa în anul 1969 la prima ediție a festivalului „Maria Tănase”, premiul special câștigat aici constituind rampa de lansare în carieră.
Este căsătorită – având o familie împlinită și, are un fiu căsătorit care la rândul lui i-a dăruit un nepot. Un moment de cumpănă în viața ei l-a constituit îmbolnăvirea de cancer mamar în 2000, CD-ul „Doamne ține-mă așa” din perioada tratamentului fiind expresia dorinței ei de a învinge boala.
Printre preferințele ei se numără florile – în special trandafirii galbeni (dealtfel are și o grădină plină cu pomi fructiferi, legume și foarte multe flori), precum și animalele.

## Cariera artistică
După prima apariție la Televiziunea Română, în 1969 a  participat la prima ediție a Festivalului Maria Tănase, unde a câștigat Premiul special al juriului (ceea ce a fost rampa de lansare pentru cariera națională). S-a făcut ulterior remarcată prin nota sa de discreție, simplitate și autenticitate în multele concursuri din cadrul Cântării României. Este cântăreață profesionistă din 1970, de când s-a angajat la orchestra de muzică populară „Meseșul”, afiliată Casei de Cultură a  Sindicatelor  din Zalău.
Primul disc personal al artistei a apărut în anul 1971  la casa de discuri Electrecord. Au urmat alte patru, precum și cântece care s-au regăsit pe alte discuri comune mai multor soliști: Nuntă în Sălaj, Obiceiuri din Sălaj.
Festivalul „Cântarea României”, după ce la ediția a doua de la Târgu Mureș  din 1979 cântăreața a urcat pe prima treapta a podiumului, a fost o a doua rampă de lansare, ceea ce a determinat ca privirile specialiștilor și cunoscătorilor din folclor să se îndrepte asupra ei.
Prima ieșire peste graniță a fost în anul 1973, când a participat la Festivalul Internațional de Folclor din Olanda, unde alături de alți interpreți sălăjeni precum Sava Negrean Brudașcu și Domnița Sabăduș-Pop, a luat premiul cel mare. În decursul anilor, alături de ansamblurile folclorice din Sălaj a continuat să cânte atât în țară cât și în străinătate.
A avut și activitate de culegătoare de folclor, umblând prin satele Sălajului cu magnetofonul în spate pentru a înregistra melodii care puteau dispărea odată cu cel ce le interpreta.
Din anul 1994 s-a transferat la ansamblul folcloric Porolissum al Casei Municipale de Cultură Zalău. A colaborat în trecut și cu alte ansambluri – Columna Zalău, Plaiuri Sălăjene,  Armătura Zalău, precum și cu mari ansambluri folclorice naționale: Ciocârlia, Rapsodia Română, Transilvania (Baia Mare), Filarmonica de Stat Oradea și  Craiova.
Pe lângă activitatea folclorică, a mai urcat pe scenă și ca actriță de teatru și film (personajul Ioana din Acești îngeri triști de D. R. Popescu sau actriță de teatru de păpuși în Hansel și Gretel după Frații Grimm).
Până în anul 2013 interpreta înregistrase 10 albume, dobândindu-și renumele și datorită autenticității cântecelor sale, ajungândui-se să i se spună „Doamna folclorului sălăjean”.

### Discografie
- 20 de piese culese din Sălaj, înregistrări Radio București[3]
- Electrecord [3]

- cu 5 piese, 1971
- 4 discuri personale
- discuri în colaborare: '

- Nuntă în Sălaj
- Obiceiuri din Sălaj

- CD-uri în colaborare[3]:

- De la români pentru români, Radio România Internațional, 2 vol.
- De la români pentru români, Autografe muzicale Oltenia Star (vol. 1)
- Top Ardeal, Sonex Record Zalău (3 vol.).
- Mulțumesc mamă frumos, Sonex Record Zalău, 1996

Volumul biografic: Destin cu… aplauze. Flori de cântec românesc - Ileana Domuța Mastan - autor Florica Pop, Cluj-Napoca, Editura Ecou Transilvan, 2014.

### Premii și distincții
Premii:
- Locul I la Concursul Regional Cultural - Artistic[2], Regiunea Cluj (1964)
- Premiul Special Maria Tănase, prima ediție (Craiova, 1969)
- Medalia de bronz la concursul Formațiilor muzicale coregrafice, organizat de Consiliul Culturii și Educației Socialiste (1974)
- Premiul I și titlul de laureată a Festivalului Cântarea României (1979)
- Premiul III și titlul de laureată la Festivalul Cântarea României (1983)
- Cel mai bun solist vocal la ediția a 11-a a Festivalului Cununa Cântecului Românesc, acordat de Consiliul Județean de Cultură și Educație Socialistă (Tulcea, 1983)

Distincții:
- Medalia Credință Cetății - Consiliul Local Zalău (2003),
- Diplomă de excelență pentru implicarea și susținerea performanțelor ansamblului artistic Porolissum în întreaga sa activitate (2010),
- Diplomă de onoare cu ocazia aniversării a 15 ani de activitate a ansamblurilor folclorice Porolissum și Columna (Zalău, 2010)
- Diplomă de onoare pentru cei 40 de ani de carieră artistică acordată de Primăria Municipiului Zalău (2010)
- Diplomă de excelență pentru promovarea folclorului românesc în cei 40 de ani de activitate scenică de la Ansamblul Profesionist Porolissum Zalău (2010)
- Diplomă de excelență pentru promovarea și valorificarea folclorului românesc, acordată de Casa de Cultură a Sindicatelor Zalău (2010)
- Diplomă de excelență 40 de ani de activitate pentru o carieră de excepție din partea Direcției Județene pentru Cultură și Patrimoniul Național Sălaj (2010)
- Diplomă Generația de Aur, premiu pentru întreaga activitate artistică, în cadrul Galei Premiilor Muzicii Populare Românești (acordată de Ministerul Culturii și Patrimoniului Național (2011)[9]
- Diplomă de Onoare Oameni de seamă ai Sălajului, atribuită de Biblioteca Județeană Sălaj (2012)
- Diplomă Cetățean de Onoare al Comunei Pericei, acordată de Primăria și Consiliul Local (2013)
- Diplomă de Excelență și Trofeu acordate pentru întreaga carieră artistică, din partea Ministerului Culturii (2015).[9]